# Acoustic concert (Hari Rončević)
Acoustic concert je 11. album hrvatskog pjevača Harija Rončevića koji sadrži 20 pjesama. Objavljen je 2006. godine.
Ovaj koncertni album je snimka koncerta održanog 21. listopada. 2005. te godine u HKK Zadar. Uz Harija, nastupili su kao gosti i Jelena Radan i Ivica Sikirić.
Koncert predstavlja prekretnicu u dosadašnjoj karijeri. Uz dvije godine rada na potpuno novim aranžmanima, uz uigravanje banda i pronalaženje nečega novog u starim hitovima, Hari priređuje koncert u zadarskom kazalištu kao zahvalu vjernoj zadarskoj publici i kao nadomjestak za nesudjelovanje na Zadarfestu iste godine. Reakcije su fantastične te jedan nastup u kazalištu postaje turneja po drugim gradovima a sam zadarski nastup popraćen je koncertnim CD-om i bonus DVD-om Acoustic concert.

## Popis pjesama
1. "Getanin" (uživo, Hari Rončević – Hari Rončević – ...)
2. "More sudbine" (uživo, Hari Rončević – Hari Rončević – ...)
3. "Kad srce pronađe put" (uživo, Hari Rončević – Hari Rončević – ...)
4. "Tamo di mi sunce sja" (uživo, Hari Rončević – Hari Rončević – ...)
5. "More plavo" (uživo, Hari Rončević – Hari Rončević – Hari Rončević / Albert Limić)
6. "Zemlja i stina" (uživo, Hari Rončević – Hari Rončević – ...)
7. "Od svega umoran" (uživo, Hari Rončević – Hari Rončević – ...)
8. "Kampanel moje ljubavi" (uživo, ... – Hari Rončević – ...)
9. "Još ovaj put" (uživo, Hari Rončević – Hari Rončević – ...)
10. "Više ne želim te" (uživo, Hari Rončević – Hari Rončević – ...)
11. "Moje si more" (uživo, Hari Rončević – Hari Rončević – ...)
12. "Još ne znam kud s tobom" (uživo, Hari Rončević – Hari Rončević – ...)
13. "Japan - New York" (uživo, Hari Rončević – Hari Rončević – ...)
14. "Kome ćeš sad" (uživo, Hari Rončević – Hari Rončević – ...)
15. "I sve dok dišen" (uživo, Hari Rončević / Albert Limić – Hari Rončević – ...)
16. "Buntovnik s razlogom" (uživo, Hari Rončević – Hari Rončević – ...)
17. "Dalmacija" (uživo, Hari Rončević – Hari Rončević – ...)
18. "Ni da mora nestane" (uživo, Hari Rončević – Hari Rončević – Albert Limić)
19. "Moj lipi anđele" (uživo, Hari Rončević – Hari Rončević – ...)
20. "Kada jednom ovom zafalim se tilu" (uživo, Hari Rončević – Hari Rončević – ...)